# Cassano d’Adda

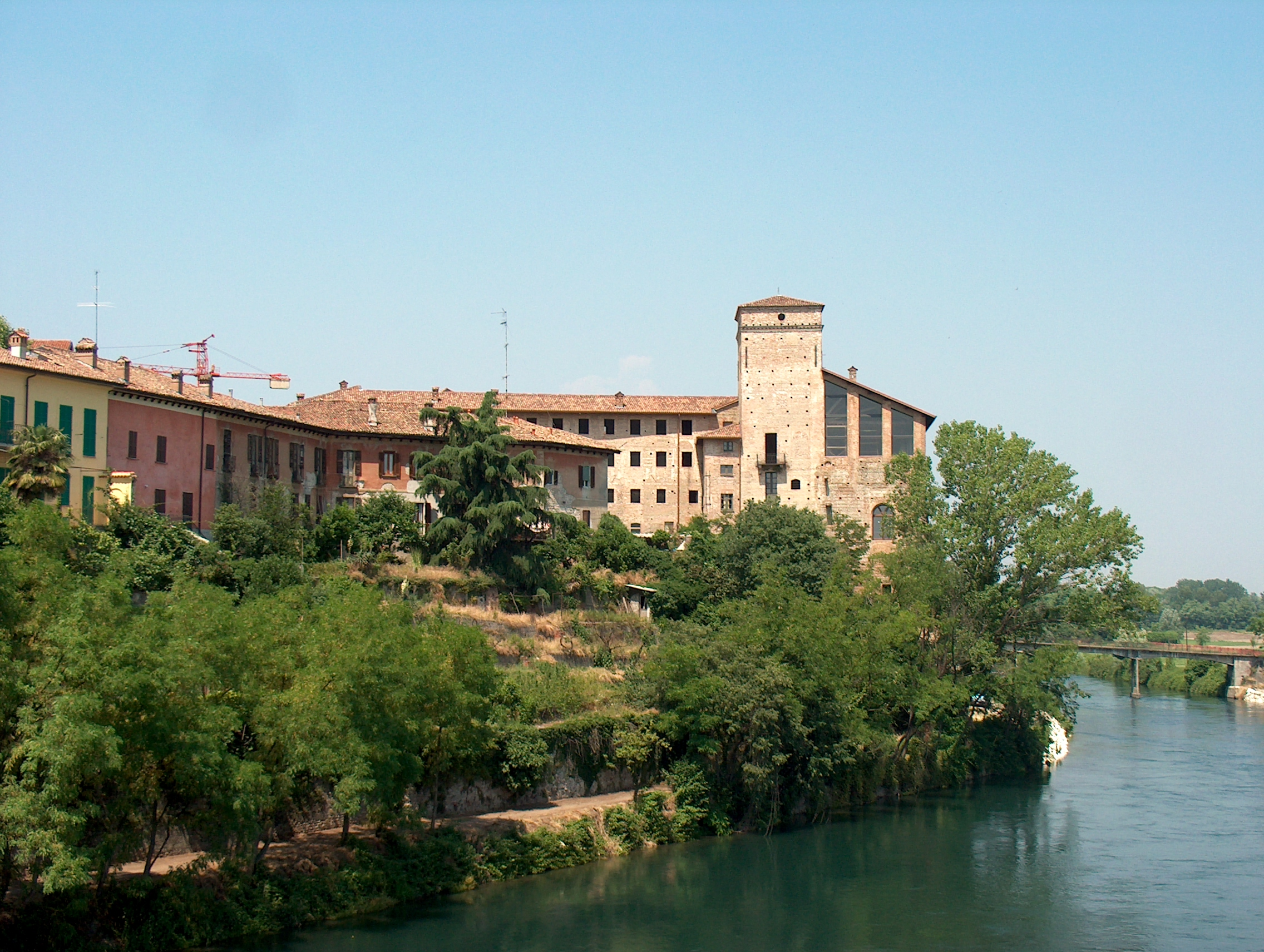
Das Kastell

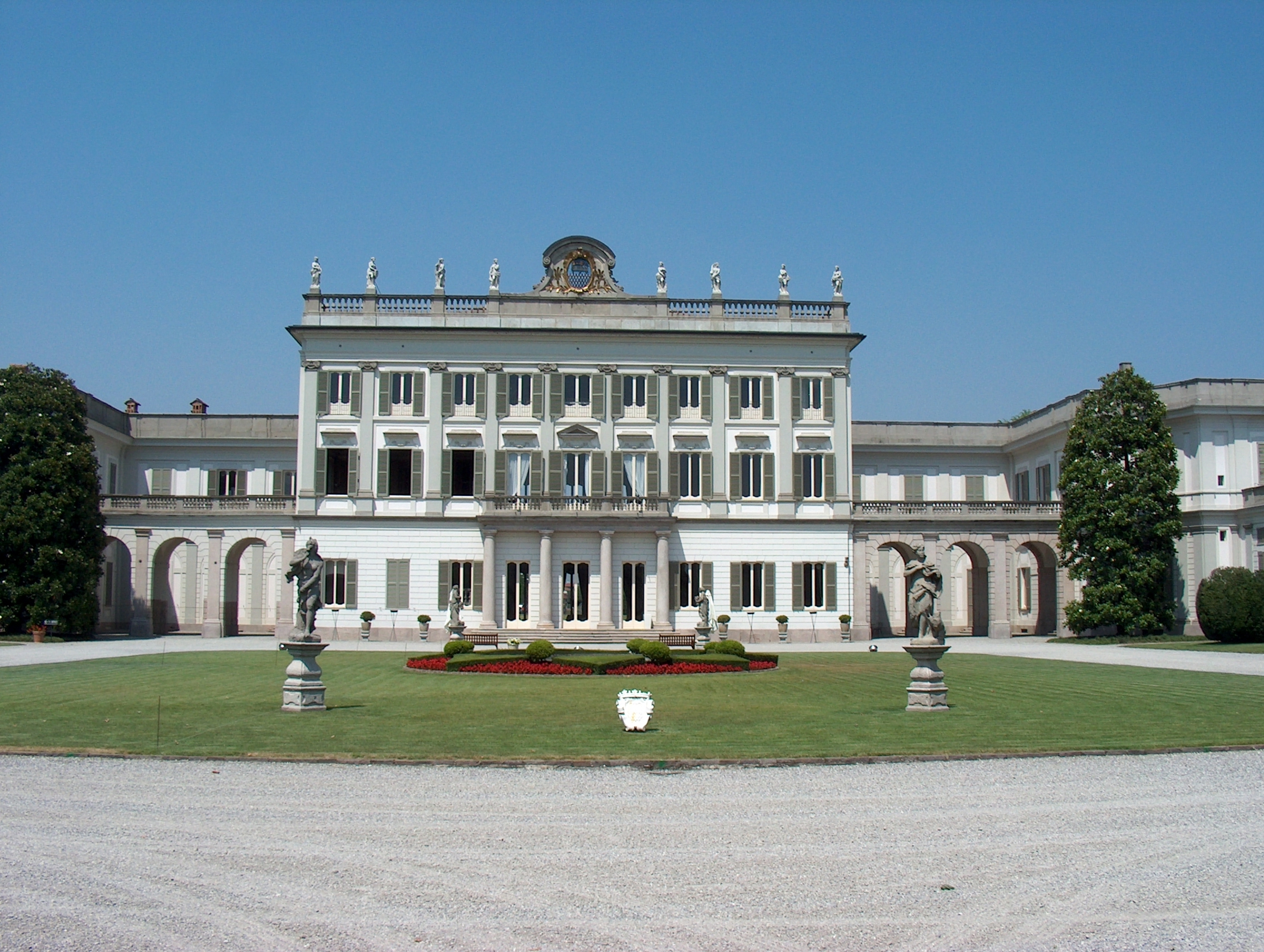
Die Villa Borromeo

Cassano d’Adda ist eine italienische Gemeinde (comune) mit 19.459 Einwohnern (Stand 31. Dezember 2023) in der Metropolitanstadt Mailand, Region Lombardei.

## Geographie
Die Kleinstadt liegt etwa je 30 km von Mailand und Bergamo entfernt am Fluss Adda und war ein strategisch wichtiger Punkt zur Überquerung des Flusses. Zur Gemeinde gehören auch die Ortsteile Cascate, Cascine San Pietro, Groppello d’Adda und Taranta.
Der Ort ist bekannt durch zwei Schlachten: die Schlacht bei Cassano am 16. August 1705 zwischen den Österreichern unter dem Prinzen Eugen und den Franzosen unter Vendôme (die einzige Schlacht, welche Prinz Eugen nicht gewann), und die Schlacht an der Adda am 27. April 1799 zwischen den Österreichern und Russen unter Suworow und den Franzosen unter Moreau, welche hierauf die Lombardei räumen mussten.
Die Wirtschaft des Ortes war ursprünglich von der Landwirtschaft bestimmt, seit dem 19. Jahrhundert war hier das Linificio Canapificio Nazionale, eine große Spinnerei, ansässig.

## Persönlichkeiten
- Marietta Brambilla (1807–1875), Opernsängerin (Koloraturalt)
- Teresa Brambilla (1813–1895), Opernsängerin (Koloratursopran), Schwester von Marietta
- Giuseppina Brambilla (1819–1903), Opernsängerin, Schwester von Marietta und Teresa
- Teresina Brambilla-Ponchielli (1845–1921), Opernsängerin, Nichte von Marietta, Teresa und Giuseppina und Ehefrau von Amilcare Ponchielli
- Emilio De Bono (1866–1944), General und Politiker
- Giuseppe Domenico Perrucchetti (1839–1916), Offizier und Gründer der Alpini
- Laura Cazzaniga (* 1970), Balletttänzerin
- Valentino Mazzola (1919–1949), Fußballspieler
- Gianni Motta (* 1943), Radrennfahrer
- Dario Passoni (* 1974), Fußballspieler
- Adelaide Tosi (1800–1859), berühmte Opernsängerin (Sopran) und Adlige

## Verkehr
Der Bahnhof Cassano d’Adda liegt an der Bahnstrecke Mailand–Venedig.